# José Hurtado Madrona
José Hurtado Madrona (Màlaga, 1 d'agost de 1959) és un exfutbolista andalús, que jugava en la posició de davanter.

## Trajectòria
Després de destacar a l'Atlético Malagueño, a la campanya 80/81 hi debuta amb el primer equip del CD Málaga. El quadre andalús estava a la Segona Divisió i aconsegueix l'ascens el 1982. Eixa temporada, el davanter ja era titular, havent disputat 38 partits.
A la màxima categoria, Hurtado segueix sent una peça clau dins l'onze inicial en els tres anys que hi passa el Málaga fins al seu descens. Hi sobresurt en el període 82/84, en el qual marca 17 gols en 65 partits. De nou a Segona Divisió, el davanter juga al Málaga fins a l'estiu de 1988.
Fitxa aleshores pel CE Castelló, també de la categoria d'argent. A la temporada 88/89 hi disputa 26 partits i marca un gol, mentre que el seu equip puja a primera divisió. Titular la temporada 90/91, a la següent passa a la suplència, apareixent en només cinc partits. Es retira el 1992, després d'haver romàs eixe any inèdit. En total, va disputar 123 partits a primera divisió, i va marcar 20 gols.